# Gunilla Törnfeldt
Gunilla Törnfeldt, född Hedin 19 juni 1980 i Stockholm, är en svensk jazzsångerska, kompositör, arrangör och pedagog.
Gunilla Törnfeldt studerade vid Kungliga Musikhögskolan i Stockholm. År 2006 fick hon Faschings Vänners stipendium och år 2008 tog hon examen från musikhögskolan. Hon var en av initiativtagarna till föreningen Impra som bildades 2006. Hennes första soloalbum med egen musik (A Time for Everything), gavs ut på hennes eget skivbolag i november 2009. Hon har influerats av bland annat Joni Mitchell. Hon var 2007-2010 medlem i jazzvokalgruppen Vocation. Hösten 2012 grundade hon den egna jazzvokalkvartetten Stockholm Voices som har gjort flera turnéer i Sverige och gav ut sin debutskiva Come Rain or Come Shine 2015 följt av New Horizon 2023.

## Diskografi
I eget namn
- 2009 – A Time for Everything (Sonorous Music SOMUCD01)
- 2017 – Behind the Mask (Sonorous Music)

Med Stockholm Voices
- 2015 – Come Rain or Come Shine (Do Music Records DMRCD 022)
- 2023 – New Horizon (SVMPCD001)

Med Vocation
- 2008 – Just Friends (GASON CD 740)
- 2009 – Claes Janson: The Best of Ray Charles (Gazell)